# Diedrich Hinrichs
Diedrich Hinrichs (* 11. Dezember 1921 in Buchholz in der Nordheide; † 20. Juli 2007) war ein deutscher Politiker (SPD).

## Leben

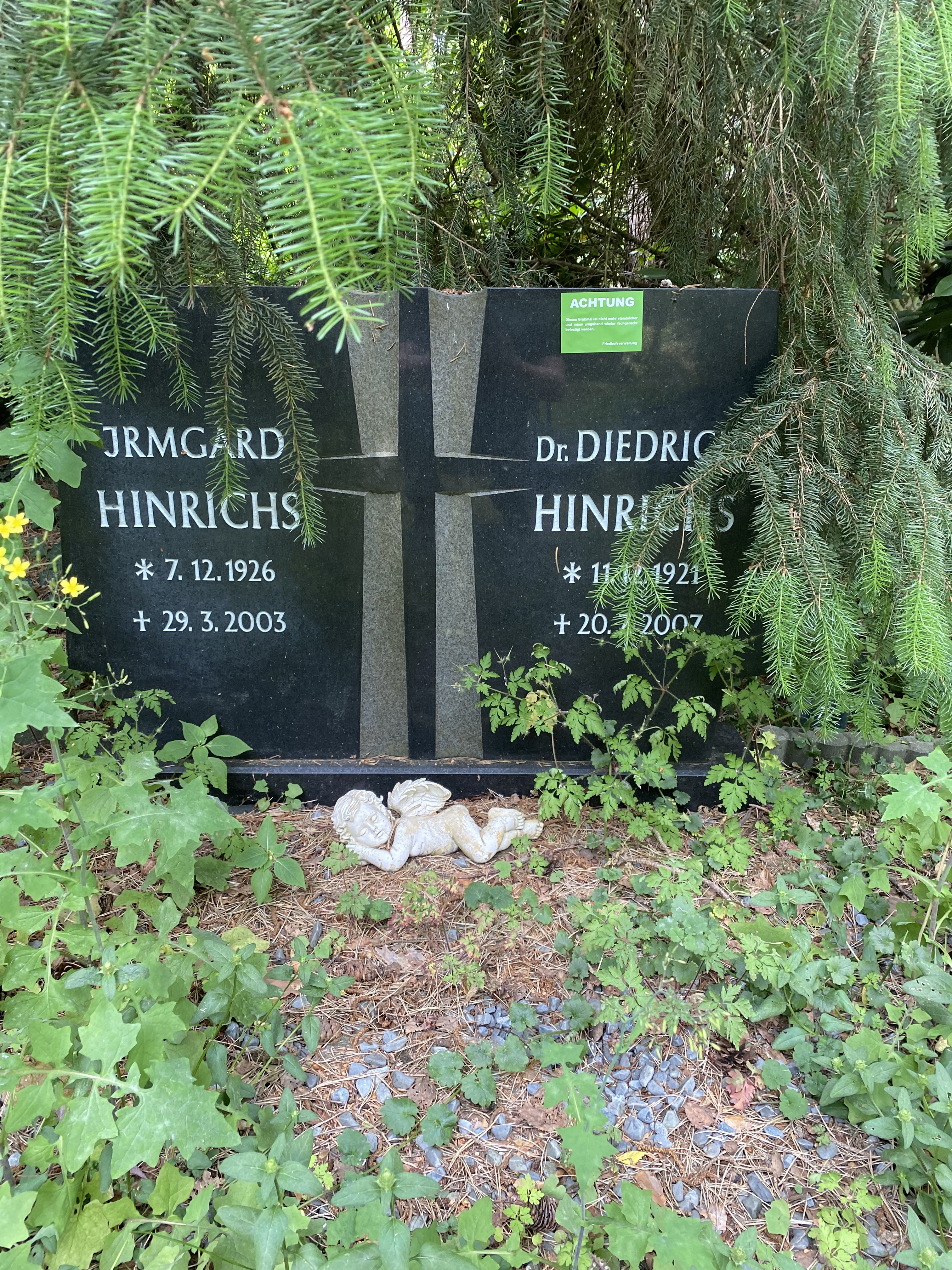
Grabstätte auf dem Waldfriedhof Buxtehude

Hinrichs legte sein Abitur ab und begann im Anschluss ein Praktikum als Maschinenbauer. Zwischen 1940 und 1945 war er im Zweiten Weltkrieg als Kampfflieger Kriegsteilnehmer. Nach dem Kriegsende begann er sein Studium der Geographie, Physik des Meeres, Geschichte, Germanistik und Philosophie in Hamburg. Hier legte er Staatsexamen für das Höhere Lehramt ab und trat im Jahr 1951 in den Schuldienst in Niedersachsen ein. Seine letzte Tätigkeit hatte der  promovierte Lehrer als Oberstudienrat an der Halepaghenschule in Buxtehude inne. Neben der Lehramtstätigkeit war er journalistisch sowie schriftstellerisch tätig. Hinrichs war Mitglied der Gewerkschaft Erziehung und Wissenschaft und trat im Jahr 1957 in die SPD ein.
Diedrich Hinrichs ruht auf dem Waldfriedhof Buxtehude.

## Öffentliche Ämter
Bereits im Jahr 1961 wurde Hinrichs Mitglied des Stadtrates von Buxtehude sowie Beigeordneter und Fraktionssprecher der SPD. Ferner war er in der siebten bis achten Wahlperiode Mitglied des Niedersächsischen Landtages vom 16. November 1970 bis zum 20. Juni 1978. Hier war er zwischen dem 5. Dezember 1972 und dem 20. Juni 1974 Vorsitzender des Kultusausschusses.